# 北井啓之
北井 啓之（きたい ひろゆき、1944年7月23日 - 2014年12月19日）は、日本の実業家。ダイキン工業代表取締役社長を務めた。

## 人物・経歴
兵庫県出身。1967年同志社大学経済学部卒業、ダイキン工業入社。1987年総合企画室経営企画担当部長。1989年化学事業部営業企画部長。1994年総合企画室長。1996取締役に昇格。1998年常務取締役。2001年専務取締役。2002年から代表取締役社長を務め、M&Aなどを進めたが、病気により2004年に退任した。2014年急性虚血性心疾患のため死去。